# El Décimo Talentoso
El décimo talentoso (del inglés: The Talented Tenth) es un término que designa una clase de liderazgo de los afroamericanos a comienzos del siglo XX. El término fue difundido por William Edward Burghardt Du Bois en un influyente ensayo del mismo nombre, que publicó en septiembre de 1903. Apareció en The Negro Problem, una colección de ensayos escritos por líderes afroamericanos.
Este concepto propugnaba ofrecer educación superior a una décima parte de la población de raza negra de los Estados Unidos, con el objeto de convertirlos en líderes y motores del cambio social. Esta doctrina se propuso como alternativa a las ideas de Booker T. Washington, quien defendía una educación más práctica y orientada a la industria para la población de raza negra.
Siguiendo las ideas de Du Bois, en 1897 se creó en Washington la American Negro Academy (ANA); la primera institución dedicada a la escolarización de afroamericanos en los EE. UU. Esta escuela permaneció abierta hasta 1928.